# Félix Balyu
Félix Balyu (5. srpna 1891, Bruggy, Belgie – 15. ledna 1971) byl belgický fotbalista a reprezentant.
Hrál za Club Brugge KV. Zúčastnil se Letních olympijských her 1920 v Antverpách, kde domácí belgický tým získal ve finále zlaté medaile poté, co reprezentace Československa opustila na protest proti verdiktům rozhodčího ve 40. minutě za stavu 2:0 pro Belgii hřiště a byla diskvalifikována.